# Bill Brack
William Brack (Toronto, 26 de dezembro de 1935) é um ex-automobilista canadense.
Esteve em três GPs do Canadá de Fórmula 1: 1968, 1969 e 1972 pelas equipes Lotus e BRM.